# Estípit (botànica)
|  | Per a altres significats, vegeu «estípit». |

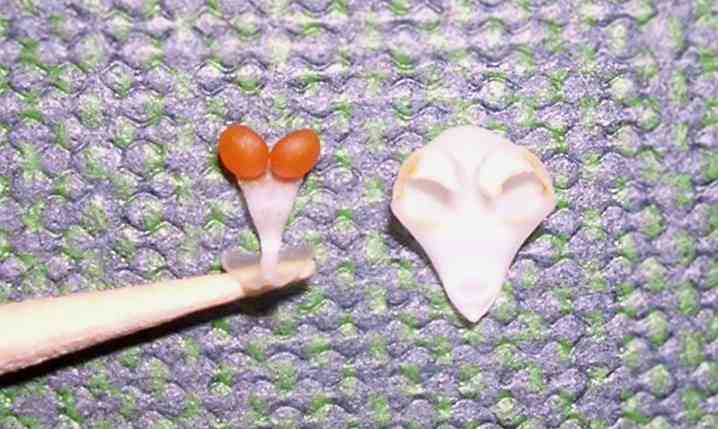
estípit d'una orquídia.

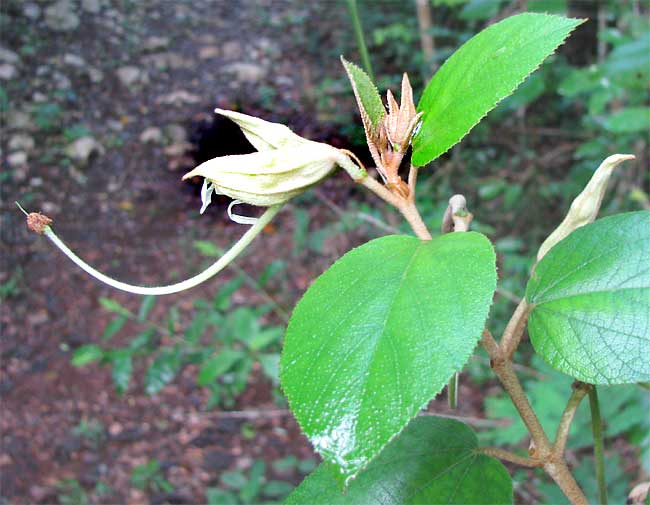
Llarg estípit de la flor de Helicteres.

En botànica, un  estípit  és una estructura suport que pot comportar-se com una tija, sent part del tal·lus de les algues marines, o d'una tija de fulles veritables, com en les falgueres.
En el cas de la falguera, l'estípit és només el pecíol (o tija) des de la mata d'arrels al començament del teixit foliar, o làmina. La continuació de l'estructura dins de la làmina acaba després en el raquis.
Aquesta estructura és particularment comú en algues marrons com les laminarials (kelp).
L'estípit és també el suport dels carpels com dels pistils.
En una orquídia, l'estípit és el suport de les parts florals del pol·lini: és una banda no viscide connectada amb la massa de pol·len (pol·lini) pel víscide (la part del víscide del rostel o bec).
Un estípit és també el peu, suport dels cossos fructífers d'alguns fongs.